# IC 1207
IC 1207 је група звијезда у сазвјежђу Шкорпија која се налази на листи објеката дубоког неба у Индекс каталогу.
Деклинација објекта је - 29° 38' 58" а ректасцензија 16h 19m 26,6s.